# Elegaon
Elegaon (en telugú: ఇలేగాం ) es una localidad de la India, en el distrito de Adilabad, estado de Telangana.

## Geografía
Se encuentra a una altitud de 371 m s. n. m. a 233 km de la capital estatal, Hyderabad, en la zona horaria UTC +5:30.

## Demografía
Según estimación 2010 contaba con una población de 3 110 habitantes.